# 예산회계법
예산회계법(豫算會計法)은 국가의 예산과 회계 및 이에 관련되는 사항의 기본에 관하여 제정한 법률을 말한다(예산회계법 제1조 제1항).
대한민국 국가재정의 기본법은 예산회계법이다. 예산회계법은 과거의 재정법을 폐기하고 1961년 제정되었다. 예산회계법은 국가의 예산과 회계 및 이에 관련된 사항의 기본에 관한 법률이다. 예산회계법은 재정에 관한 헌법상의 규정을 보완하는 헌법 시행법적 성격을 띠며, 국가재정에 관한 총칙법이라 할 수 있다.
대한민국 예산회계법은 1989년 3월 31일 법률 제4102호로 전문 개정되었고 총칙, 예산, 결산, 수입, 지출, 계약, 시효, 국고금과 유가증권, 출납공무원, 기록과 보고, 보칙 등 총 124조와 부칙으로 되어 있다.